# Xylopia surinamensis
Xylopia surinamensis är en kirimojaväxtart som beskrevs av Robert Elias Fries. Xylopia surinamensis ingår i släktet Xylopia och familjen kirimojaväxter. Inga underarter finns listade i Catalogue of Life.